# Solanum agrarium
Solanum agrarium är en potatisväxtart som beskrevs av Otto Sendtner. Solanum agrarium ingår i släktet skattor som ingår i familjen potatisväxter. Inga underarter finns listade i Catalogue of Life.